# Love Story (chanson de Kato Miliyah)
Pour les articles homonymes, voir Love Story.
Singles de Miliyah Katō, Shimizu Shota
Lovers part II
(2012) Emotion
(2013)
Love Story est le 26e single de Miliyah Katō, sorti sous le label Mastersix Foundation le 3 avril 2013 au Japon. Il sort en format CD et CD+DVD. Il arrive 12e à l'Oricon. Il se vend à 7 226 exemplaires la première semaine et reste classé 4 semaines pour un total de 10 084 exemplaires vendus en tout.

## Liste des titres
| 1. | Love Story (LOVE STORY)                       |  |
| 2. | You’re the only one for me                    |  |
| 3. | Believe (2step Remix) (BELIEVE (2step Remix)) |  |
| 4. | Love Story (Instrumental) (LOVE STORY)        |  |

| 1. | Love Story (Music Vidéo) (LOVE STORY) |  |